# Sternotomis strandi
Sternotomis strandi es una especie de escarabajo longicornio del género Sternotomis, subfamilia Lamiinae. Fue descrita científicamente por Breuning en 1935.
Se distribuye por Angola, Gabón, República Democrática del Congo y República del Congo. Posee una longitud corporal de 15-25 milímetros. El período de vuelo de esta especie ocurre únicamente en el mes de marzo.